# Das Mädchen ohne Pyjama
Das Mädchen ohne Pyjama ist eine deutsche Filmkomödie aus dem Jahre 1957 von Hans Quest mit Gunther Philipp, Elma Karlowa, Christiane Maybach und Oskar Sima in den Hauptrollen.

## Handlung
Um die Lola-Strumpfwerke von Direktor Klenk ist es nicht gut bestellt, die Fabrik steht kurz vor dem Bankrott, weil Klenk allzu sorglos mit den Finanzen umgegangen ist. Zur selben Zeit plant Klenks Tochter Marion, die gerade 18 Jahre alt geworden ist, mit ihrem Verlobten Dr. Engelbert Moll, einem Chefarzt, vor den Traualtar zu treten. Dies wäre für den Brautvater in spe sehr erfreulich, würde Marion nicht erwarten, dass man schon jetzt ihr Erbe vorab auszahlt. Dazu kommt noch, dass Klenks Tante Wilhelmina Teilhaberin der Firma ist, und vor der hat der füllige Mann eine Heidenangst. Nun ist guter Rat teuer.
Der Strumpffabrikant sieht nur einen Ausweg aus dem Schlamassel: Er muss die anstehende Hochzeit torpedieren. Dazu muss er den Bräutigam in spe seiner Tochter gegenüber madig machen. Und da kommt die Studentin Eva ins Spiel. Bei Werbechef Egon Bruchsal, der gerade für den Werbeslogan „Das ideale Bein“ die entsprechenden Extremitäten williger junger Damen vermisst, hat sich auch Eva gemeldet. Da sie unbedingt als Modell für Damenstrümpfe in Klenks Firma arbeiten möchte, lässt sie sich von dem verzweifelten Firmenchef dazu überreden, in die Beziehung Marions und Engelberts dazwischenzufunken und den Bräutigam öffentlich bloßstellen. Eva hintertreibt nun auftragsgemäß die Verlobung der Fabrikantentochter, während Bruchsal mit ihr seine eigenen Pläne hat. Bald entsteht ein großes Durcheinander, das jedoch ein Happy End nicht verhindert.

## Produktionsnotizen
Das Mädchen ohne Pyjama entstand ab Februar 1957 und wurde am 2. Mai 1957 in der Essener Lichtburg uraufgeführt.
Heinz Fiebig übernahm die Produktionsleitung, Gabriel Pellon gestaltete die Filmbauten. Walter Hrich war einfacher Kameramann unter der Leitung von Fritz Arno Wagner.

## Kritik
Im Lexikon des internationalen Films heißt es knapp: „Geschmackloser Filmschwank, dessen Zweideutigkeiten sich auf ärgerliche Weise hinter der Fassade der ‚Wohlanständigkeit‘ zu verbergen versuchen.“